# Museo de Arte Contemporáneo de Belgrado
El Museo de Arte Contemporáneo (en serbio: Музеј савремене уметности/Muzej savremene umetnosti) o MoCAB de Belgrado es la institución artística encargada de coleccionar y presentar las obras producidas desde 1900 en Serbia y la ex Yugoslavia. También organiza exhibiciones internacionales de arte moderno y contemporáneo. 

## Características
Se fundó en 1958 como Museo de Arte Moderno. Su colección permanente alberga unas 35.000 obras de arte, entre ellas piezas de Andy Warhol, Joan Miró, Antoni Tàpies, Max Ernst, Eduardo Paolozzi, Victor Vasarely, Robert Rauschenberg, Hans Hartung, Roy Lichtenstein, James Rosenquist, Josef Albers, David Hockney  y Albert Gleizes, o de los escultores Iván Meštrović, Antun Augustinčić o Toma Rosandić.
Desde 1961 organiza el Salón del MoCAB, situado en la ciudad antigua de Belgrado.
Se encuentra cerca de la desembocadura del río Sava en el Danubio, en el parque Ušće del municipio de Novi Beograd. Su actual sede fue diseñada por Iván Antić e Ivanka Raspopović en 1960, desarrollándose su construcción durante la primera mitad de la década.